# 7611 Хасітацу
7611 Хасітацу (7611 Hashitatsu) — астероїд головного поясу, відкритий 23 січня 1996 року.
Тіссеранів параметр щодо Юпітера — 3,224.